# IHF Volley Frosinone
IHF Volley Frosinone, włoski żeński klub siatkarski powstały w Frosinone. Klub występuje w rozgrywkach Serie A1, do której po raz pierwszy w historii awansował w 2013.

## Kadra zawodnicza

### Sezon 2013-2014
- 1.  Laura Frigo
- 2.  Sonja Percan
- 3.  Rachael Kidder
- 5.  Francesca Bonciani
- 7.  Gabriela Vico
- 8.  Giusy Astarita
- 10. Giulia Agostinetto
- 11. Virgina Spataro
- 12. Veronica Angeloni
- 14. Valentina Biccheri
- 17. Simona Gioli
- 18. Jole Ruzzini